# Castellterçol
Castellterçol település Spanyolországban, Barcelona tartományban. Lakosainak száma 2773 fő (2024).

## Földrajza
Castellterçol Castellcir, Moià, Sant Quirze Safaja, Gallifa, Granera és Monistrol de Calders községekkel határos.

## Testvértelepülések
- Faedis

## Népesség
A település lakosságának változását az alábbi diagram mutatja:
| Lakosok száma | 1154 | 1367 | 1725 | 1688 | 1968 | 2178 | 2375 | 2400 | 2463 | 2773 |
|               | 1717 | 1887 | 1936 | 1960 | 1986 | 2004 | 2009 | 2014 | 2019 | 2024 |